# 広瀬依子
広瀬 依子（ひろせ よりこ、1966年 - ）は、上方芸能研究者。追手門学院大学講師、同大学文学部上方文化笑学研究センター所長。雑誌『上方芸能』三代目編集長。日本演劇学会・藝能史研究会所属。

## 来歴
京都市生まれ。家族は両親と姉。広瀬が幼かった頃に父親は吉本興業の株を購入、届いた株主優待券で広瀬は母と京都花月に毎月舞台を観に行っていた。1988年立命館大学文学部日本文学専攻卒業。住生活研究所を経て、木津川計が創刊した雑誌『上方芸能』に1989年編集者として入社。編集次長を経て森西真弓から2008年に編集長を引き継ぎ、2016年8月の終刊まで同誌の編集に携わった。
大阪樟蔭女子大学、追手門学院大学、立命館大学の非常勤講師を経て2016年4月より追手門学院大学講師、同大学笑学研究所客員研究員。2021年4月より上方文化笑学センター（笑学研究所の名称変更）長。
書籍・雑誌などに演劇・演芸関連の記事執筆多数。
文化庁芸術祭審査委員（関西・演劇部門）、大阪アーツカウンシル専門委員（採択審査担当）、ニッセイ・バックステージ賞審査員、兵庫県立ピッコロ劇団企画運営委員、近松記念館理事、日本笑い学会理事、京都芸術センター運営委員、ワッハ上方殿堂入り部会委員など、関西を中心とした舞台芸術関連の役職を多数務める。

## 著作

### 執筆
- 森西真弓 編『上方芸能事典』（2008年3月、岩波書店）
- 『日本の伝統芸能』（2007年、NHK出版）‐ 「文楽入門」を執筆

## 出演
- 『かんさい土曜ほっとタイム』(NHKラジオ第一）
- 『マイあさ！関西』（NHKラジオ第一） - おすすめ関西文化芸能情報コーナー
- 『関西発ラジオ深夜便』（NHKラジオ） - 「かんさい玉手箱」古典芸能情報